# Indywidualne Mistrzostwa Szwecji na Żużlu 2022
Indywidualne Mistrzostwa Szwecji na Żużlu 2022 – cykl turniejów żużlowych, mających wyłonić najlepszych żużlowców szwedzkich w sezonie 2022. Tytuł wywalczył Oliver Berntzon.

## Finał[2]
- Linköping, 28 czerwca 2022

| Msc. | Zawodnik               | Klub                   | Pkt |              | Uwagi                         |
| ---- | ---------------------- | ---------------------- | --- | ------------ | ----------------------------- |
| 1    | Oliver Berntzon        | Lejonen Gislaved       | 13  | (3,3,2,3,2)  | I m. w finale                 |
| 2    | Jacob Thorssell        | Dackarna Målilla       | 13  | (3,1,3,3,3)  | II m. w finale                |
| 3    | Kim Nilsson            | Rospiggarna Hallstavik | 13  | (1,3,3,3,3)  | III m. w finale               |
| 4    | Victor Palovaara       | Rospiggarna Hallstavik | 9   | (2,2,1,1,3)  | I m. w barażu, IV m. w finale |
| 5    | Antonio Lindbaeck      | Masarna Avesta         | 10  | (1,3,2,3,1)  | II m. w barażu                |
| 6    | Jonatan Grahn          | Indianerna Kumla       | 9   | (1,2,3,0,3)  | III m. w barażu               |
| 7    | Ludvig Lindgren        | Dackarna Målilla       | 9   | (3,1,2,2,1)  | wykluczony w barażu           |
| 8    | Philip Hellström–Bängs | Masarna Avesta         | 7   | (3,0,w,2,2)  |                               |
| 9    | Peter Ljung            | Vastervik Speedway     | 7   | (2,2,1,2,d)  |                               |
| 10   | Joel Andersson         | Eskilstuna Smederna    | 6   | (1,0,3,1,1)  |                               |
| 11   | Tomas H. Jonasson      | Piraterna Motala       | 6   | (2,2,0,2,0)  |                               |
| 12   | Daniel Henderson       | Rospiggarna Hallstavik | 6   | (2,0,2,0,2)  |                               |
| 13   | Anton Karlsson         | Vastervik Speedway     | 4   | (0,1,1,1,1)  |                               |
| 14   | Gustav Grahn           | Indianerna Kumla       | 3   | (0,3,u,0,0)  |                               |
| 15   | Casper Henriksson      | Lejonen Gislaved       | 3   | (0,w,0,1,2)  |                               |
| 16   | Rasmus Broberg         | Piraterna Motala       | 1   | (1,0,0)      |                               |
| 17   | Christoffer Selvin     | Indianerna Kumla       | 1   | (0,1, –,–,–) |                               |
| 18   | Emil Millberg          | Lejonen Gislaved       |     |              |                               |

## Bieg po biegu[3]
1. (64,00) Lindgren, Palovaara, J. Grahn, Selvin
2. (62,80) Berntzon, Jonasson, Andersson, Karlsson
3. (62,80) Hellström–Bängs, Ljung, Nilsson, G. Grahn
4. (64,90) Thorssell, Henderson, Lindbaeck, Henriksson
5. (61,80) Berntzon, Ljung, Lindgren, Henderson
6. (61,10)  Lindbaeck, Palovaara, Karlsson, Hellström–Bängs
7. (62,30) Nilsson, J. Grahn, Thorssell, Andersson
8. (––,––) G. Grahn, Jonasson, Selvin, Henriksson (w)
9. (62,50) Nilsson, Lindgren, Karlsson, Henriksson
10. (61,50) Thorssell, Berntzon, Palovaara, G. Grahn
11. (63,00) J. Grahn, Lindbaeck, Ljung, Jonasson
12. (––,––) Andersson, Henderson, Broberg, Hellström–Bängs (w)
13. (62,60) Lindbaeck, Lindgren, Andersson, G. Grahn
14. (63,60) Nilsson, Jonasson, Palovaara, Henderson
15. (63,10) Berntzon, Hellström–Bängs, Henriksson, J. Grahn
16. (63,20) Thorssell, Ljung, Karlsson, Broberg
17. (64,40) Thorssell, Hellström–Bängs, Lindgren, Jonasson
18. (64,10) Palovaara, Henriksson, Andersson, Ljung (w)
19. (65,00)  J. Grahn, Henderson, Karlsson, G. Grahn
20. (64,70) Nilsson, Berntzon, Lindbaeck, Broberg
21. Baraż (miejsca 4-7, najlepszy do finału): (64,20) Palovaara, Lindbaeck, J. Grahn, Lindgren (w)
22. Finał (miejsca 1-3 oraz najlepszy z barażu): (64,60) Berntzon, Thorssell, Nilsson, Palovaara